# Pterolophia ceylonensis
Pterolophia ceylonensis là một loài bọ cánh cứng trong họ Cerambycidae.